# Ligue 1 2025-2026
La Ligue 1 2025-2026, anche nota come Ligue 1 McDonald's 2025-2026 per motivi di sponsorizzazione, è l'88ª edizione della massima serie del campionato francese di calcio. È iniziata il 15 agosto 2025 e terminerà il 16 maggio 2026.
La squadra campione in carica è il Paris Saint-Germain, che si è riconfermato vincendo il quattordicesimo titolo nazionale, il quinto consecutivo.

## Stagione

### Novità
A sostituire le retrocesse Montpellier, Saint-Étienne e Stade Reims sono le neopromosse Lorient, Paris FC e Metz.

### Formula
Le 18 squadre partecipanti si sfidano in un torneo organizzato in partite di andata e ritorno per un totale di 34 incontri per ogni squadra. A ogni partita sono assegnati 3 punti alla squadra vincitrice e 0 punti alla squadra sconfitta, 1 punto a ciascuna squadra in caso di pareggio.
Le squadre qualificate alle coppe europee sono sette. Le prime tre squadre in classifica sono ammesse alla UEFA Champions League 2026-2027, e la quarta al terzo turno preliminare (percorso piazzate). La quinta classificata e la vincitrice della Coupe de France 2025-2026 si qualificano alla fase campionato della UEFA Europa League 2026-2027, mentre la sesta classificata è ammessa ai play off della UEFA Conference League 2026-2027. Qualora la vincitrice della Coupe de France sia già ammessa alla Champions League, il posto europeo della coppa viene attribuito alla sesta classificata in campionato mentre la settima si qualifica per la Conference League.
Le ultime due squadre in classifica sono retrocesse in Ligue 2 (seconda serie del campionato francese). La terzultima classificata disputa invece uno spareggio contro la vincitrice dei play-off di Ligue 2 per stabilire chi giocherà nella massima divisione la stagione successiva.

## Squadre partecipanti
| Club                | Stagione | Città                | Stadio                                  | Stagione precedente                           |
| ------------------- | -------- | -------------------- | --------------------------------------- | --------------------------------------------- |
| Angers              | dettagli | Angers               | Stadio Raymond Kopa                     | 14º posto in Ligue 1                          |
| Auxerre             | dettagli | Auxerre              | Stadio Abbé-Deschamps                   | 11º posto in Ligue 1                          |
| Brest               | dettagli | Brest                | Stade Francis-Le Blé                    | 9º posto in Ligue 1                           |
| Le Havre            | dettagli | Le Havre             | Stadio Océane                           | 15º posto in Ligue 1                          |
| Lens                | dettagli | Lens                 | Stade Bollaert-Delelis                  | 8º posto in Ligue 1                           |
| Lilla               | dettagli | Lilla                | Stade Pierre-Mauroy (Villeneuve-d'Ascq) | 5º posto in Ligue 1                           |
| Lorient             | dettagli | Lorient              | Stadio Yves Allainmat                   | 1º posto in Ligue 2, promossa                 |
| Metz                | dettagli | Metz                 | Stadio Saint Symphorien                 | 3º posto in Ligue 2, promossa dopo i play-off |
| Monaco              | dettagli | Principato di Monaco | Stade Louis-II                          | 3º posto in Ligue 1                           |
| Nantes              | dettagli | Nantes               | Stade de la Beaujoire                   | 13º posto in Ligue 1                          |
| Nizza               | dettagli | Nizza                | Allianz Riviera                         | 4º posto in Ligue 1                           |
| Olympique Lione     | dettagli | Lione                | Groupama Stadium (Décines-Charpieu)     | 6º posto in Ligue 1                           |
| Olympique Marsiglia | dettagli | Marsiglia            | Stade Vélodrome                         | 2º posto in Ligue 1                           |
| Paris FC            | dettagli | Parigi               | Stadio Jean Bouin                       | 2º posto in Ligue 2, promossa                 |
| Paris Saint-Germain | dettagli | Parigi               | Parc des Princes                        | 1º posto in Ligue 1                           |
| Rennes              | dettagli | Rennes               | Roazhon Park                            | 12º posto in Ligue 1                          |
| Strasburgo          | dettagli | Strasburgo           | Stade de la Meinau                      | 7º posto in Ligue 1                           |
| Tolosa              | dettagli | Tolosa               | Stadium de Toulouse                     | 10º posto in Ligue 1                          |

## Allenatori e primatisti
| Squadra             | Allenatore             | Giocatore più presente (tra parentesi il numero delle presenze) | Capocannoniere (tra parentesi il numero dei gol segnati) |
| ------------------- | ---------------------- | --------------------------------------------------------------- | -------------------------------------------------------- |
| Angers              | Alexandre Dujeux       |                                                                 |                                                          |
| Auxerre             | Christophe Pélissier   |                                                                 |                                                          |
| Brest               | Éric Roy               |                                                                 |                                                          |
| Le Havre            | Didier Digard          |                                                                 |                                                          |
| Lens                | Pierre Sage            |                                                                 |                                                          |
| Lilla               | Bruno Génésio          |                                                                 |                                                          |
| Lorient             | Olivier Pantaloni      |                                                                 |                                                          |
| Metz                | Stéphane Le Mignan     |                                                                 |                                                          |
| Monaco              | Adolf Hütter           |                                                                 |                                                          |
| Nantes              | Luís Castro            |                                                                 |                                                          |
| Nizza               | Franck Haise           |                                                                 |                                                          |
| Olympique Lione     | Paulo Fonseca          |                                                                 |                                                          |
| Olympique Marsiglia | Roberto De Zerbi       |                                                                 |                                                          |
| Paris FC            | Stéphane Gilli         |                                                                 |                                                          |
| Paris Saint-Germain | Luis Enrique           |                                                                 |                                                          |
| Rennes              | Habib Beye             |                                                                 |                                                          |
| Strasburgo          | Liam Rosenior          |                                                                 |                                                          |
| Tolosa              | Carles Martínez Novell |                                                                 |                                                          |

## Classifica
Aggiornata al 17 agosto 2025
|  | Pos. | Squadra             | Pt | G | V | N | P | GF | GS | DR |
|  | ---- | ------------------- | -- | - | - | - | - | -- | -- | -- |
|  | 1.   | Monaco              | 3  | 1 | 1 | 0 | 0 | 3  | 1  | +2 |
|  | 2.   | Auxerre             | 3  | 1 | 1 | 0 | 0 | 1  | 0  | +1 |
|  | 3.   | Strasburgo          | 3  | 1 | 1 | 0 | 0 | 1  | 0  | +1 |
|  | 4.   | Angers              | 3  | 1 | 1 | 0 | 0 | 1  | 0  | +1 |
|  | 5.   | Tolosa              | 3  | 1 | 1 | 0 | 0 | 1  | 0  | +1 |
|  | 6.   | Rennes              | 3  | 1 | 1 | 0 | 0 | 1  | 0  | +1 |
|  | 7.   | Olympique Lione     | 3  | 1 | 1 | 0 | 0 | 1  | 0  | +1 |
|  | 8.   | Paris Saint-Germain | 3  | 1 | 1 | 0 | 0 | 1  | 0  | +1 |
|  | 9.   | Brest               | 1  | 1 | 0 | 1 | 0 | 3  | 3  | 0  |
|  | 10.  | Lilla               | 1  | 1 | 0 | 1 | 0 | 3  | 3  | 0  |
|  | 11.  | Nantes              | 0  | 1 | 0 | 0 | 1 | 0  | 1  | -1 |
|  | 12.  | Lorient             | 0  | 1 | 0 | 0 | 1 | 0  | 1  | -1 |
|  | 13.  | Metz                | 0  | 1 | 0 | 0 | 1 | 0  | 1  | -1 |
|  | 14.  | Paris FC            | 0  | 1 | 0 | 0 | 1 | 0  | 1  | -1 |
|  | 15.  | Nizza               | 0  | 1 | 0 | 0 | 1 | 0  | 1  | -1 |
|  | 16.  | Olympique Marsiglia | 0  | 1 | 0 | 0 | 1 | 0  | 1  | -1 |
|  | 17.  | Lens                | 0  | 1 | 0 | 0 | 1 | 0  | 1  | -1 |
|  | 18.  | Le Havre            | 0  | 1 | 0 | 0 | 1 | 1  | 3  | -2 |

Legenda:
      Campione di Francia e ammessa alla Fase campionato della  UEFA Champions League 2026-2027.
      Ammessa alla Fase campionato della UEFA Champions League 2026-2027.
      Ammessa al terzo turno di qualificazione (percorso piazzate) della UEFA Champions League 2026-2027.
      Ammesse alla Fase campionato della UEFA Europa League 2026-2027.
      Ammessa agli spareggi della UEFA Conference League 2026-2027.
 Ammessa allo Spareggio promozione-retrocessione contro la vincitrice dei play-off di Ligue 2 2025-2026.
      Retrocesse in Ligue 2 2026-2027.
Regolamento:
Tre punti per la vittoria, uno per il pareggio, zero per la sconfitta.
In caso di parità di punti, la graduatoria dei club ex aequo, viene determinata secondo i seguenti criteri:
* Differenza reti generale
* Classifica avulsa
* Punti conquistati negli scontri diretti
* Differenza reti negli scontri diretti
* Reti totali realizzate negli scontri diretti
* Reti realizzate in trasferta negli scontri diretti
* Reti realizzate in generale
* Reti realizzate in trasferta in generale
* Maggior numero di reti realizzate in una partita di campionato
* Miglior piazzamento nel Classement du fair-play (un punto per calciatore ammonito; tre punti per calciatore espulso).
Note:
L'Olympique Lione, a seguito della sentenza della DNCG, è stato retrocesso in Ligue 2 per irregolarità finanziarie, salvo poi vincere il ricorso in appello e rimanere in Ligue 1.

## Risultati

### Tabellone
Ogni riga indica i risultati casalinghi della squadra segnata a inizio della riga, contro le squadre segnate colonna per colonna (che invece avranno giocato l'incontro in trasferta). Al contrario, leggendo la colonna di una squadra si avranno i risultati ottenuti dalla stessa in trasferta, contro le squadre segnate in ogni riga, che invece avranno giocato l'incontro in casa.
|                     | ANG  | AUX  | BRE  | LeH  | LEN  | LIL  | LOR  | MET  | MON  | NAN  | NIZ  | OL   | OM   | PAR  | PSG  | REN  | STR  | TOL  |
| ------------------- | ---- | ---- | ---- | ---- | ---- | ---- | ---- | ---- | ---- | ---- | ---- | ---- | ---- | ---- | ---- | ---- | ---- | ---- |
| Angers              | –––– |      |      |      |      |      |      |      |      |      |      |      |      |      | 1-0  |      |      |      |
| Auxerre             |      | –––– |      |      |      |      | 1-0  |      |      |      |      |      |      |      |      |      |      |      |
| Brest               |      |      | –––– |      |      | 3-3  |      |      |      |      |      |      |      |      |      |      |      |      |
| Le Havre            |      |      |      | –––– |      |      |      |      |      |      |      |      |      |      |      |      |      |      |
| Lens                |      |      |      |      | –––– |      |      |      |      |      |      | 0-1  |      |      |      |      |      |      |
| Lilla               |      |      |      |      |      | –––– |      |      |      |      |      |      |      |      |      |      |      |      |
| Lorient             |      |      |      |      |      |      | –––– |      |      |      |      |      |      |      |      |      |      |      |
| Metz                |      |      |      |      |      |      |      | –––– |      |      |      |      |      |      |      |      | 0-1  |      |
| Monaco              |      |      |      | 3-1  |      |      |      |      | –––– |      |      |      |      |      |      |      |      |      |
| Nantes              |      |      |      |      |      |      |      |      |      | –––– |      |      |      |      | 0-1  |      |      |      |
| Nizza               |      |      |      |      |      |      |      |      |      |      | –––– |      |      |      |      |      |      | 0-1  |
| Olympique Lione     |      |      |      |      |      |      |      |      |      |      |      | –––– |      |      |      |      |      |      |
| Olympique Marsiglia |      |      |      |      |      |      |      |      |      |      |      |      | –––– |      |      |      |      |      |
| Paris FC            |      |      |      |      |      |      |      |      |      |      |      |      |      | –––– |      |      |      |      |
| PSG                 |      |      |      |      |      |      |      |      |      |      |      |      |      |      | –––– |      |      |      |
| Rennes              |      |      |      |      |      |      |      |      |      |      |      |      | 1-0  |      |      | –––– |      |      |
| Strasburgo          |      |      |      |      |      |      |      |      |      |      |      |      |      |      |      |      | –––– |      |
| Tolosa              |      |      |      |      |      |      |      |      |      |      |      |      |      |      |      |      |      | –––– |

### Calendario

#### Girone di andata
|         | 1ª giornata                |     |
|         |                            |     |
| 15 ago. | Rennes-Olympique Marsiglia | 1-0 |
| 16 ago. | Lens-Olympique Lione       | 0-1 |
| 16 ago. | Monaco-Le Havre            | 3-1 |
| 16 ago. | Nizza-Tolosa               | 0-1 |
| 17 ago. | Brest-Lilla                | 3-3 |
| 17 ago. | Angers-Paris FC            | 1-0 |
| 17 ago. | Auxerre-Lorient            | 1-0 |
| 17 ago. | Metz-Strasburgo            | 0-1 |
| 17 ago. | Nantes-PSG                 | 0-1 |

|         | 2ª giornata                  |       |
|         |                              |       |
| 22 ago. | PSG-Angers                   | 20:45 |
| 23 ago. | Olympique Marsiglia-Paris FC | 17:00 |
| 23 ago. | Nizza-Auxerre                | 19:00 |
| 23 ago. | Olympique Lione-Metz         | 21:05 |
| 24 ago. | Lorient-Rennes               | 15:00 |
| 24 ago. | Le Havre-Lens                | 17:15 |
| 24 ago. | Strasburgo-Nantes            | 17:15 |
| 24 ago. | Tolosa-Brest                 | 17:15 |
| 24 ago. | Lilla-Monaco                 | 20:45 |

|         | 1ª giornata                |     |
|         |                            |     |
| 15 ago. | Rennes-Olympique Marsiglia | 1-0 |
| 16 ago. | Lens-Olympique Lione       | 0-1 |
| 16 ago. | Monaco-Le Havre            | 3-1 |
| 16 ago. | Nizza-Tolosa               | 0-1 |
| 17 ago. | Brest-Lilla                | 3-3 |
| 17 ago. | Angers-Paris FC            | 1-0 |
| 17 ago. | Auxerre-Lorient            | 1-0 |
| 17 ago. | Metz-Strasburgo            | 0-1 |
| 17 ago. | Nantes-PSG                 | 0-1 |

|         | 2ª giornata                  |       |
|         |                              |       |
| 22 ago. | PSG-Angers                   | 20:45 |
| 23 ago. | Olympique Marsiglia-Paris FC | 17:00 |
| 23 ago. | Nizza-Auxerre                | 19:00 |
| 23 ago. | Olympique Lione-Metz         | 21:05 |
| 24 ago. | Lorient-Rennes               | 15:00 |
| 24 ago. | Le Havre-Lens                | 17:15 |
| 24 ago. | Strasburgo-Nantes            | 17:15 |
| 24 ago. | Tolosa-Brest                 | 17:15 |
| 24 ago. | Lilla-Monaco                 | 20:45 |

## Statistiche

### Squadre

#### Capoliste solitarie
|    | —— | —— | —— | —— | —— | —— | —— | —— | ——  | ——  | ——  | ——  | ——  | ——  | ——  | ——  | ——  | ——  | ——  | ——  | ——  | ——  | ——  | ——  | ——  | ——  | ——  | ——  | ——  | ——  | ——  | ——  | ——  | —— |  |
|    |    |    |    |    |    |    |    |    |     |     |     |     |     |     |     |     |     |     |     |     |     |     |     |     |     |     |     |     |     |     |     |     |     |    |  |
|    |    |    |    |    |    |    |    |    |     |     |     |     |     |     |     |     |     |     |     |     |     |     |     |     |     |     |     |     |     |     |     |     |     |    |  |
|    |    |    |    |    |    |    |    |    |     |     |     |     |     |     |     |     |     |     |     |     |     |     |     |     |     |     |     |     |     |     |     |     |     |    |  |
| 1ª | 2ª | 3ª | 4ª | 5ª | 6ª | 7ª | 8ª | 9ª | 10ª | 11ª | 12ª | 13ª | 14ª | 15ª | 16ª | 17ª | 18ª | 19ª | 20ª | 21ª | 22ª | 23ª | 24ª | 25ª | 26ª | 27ª | 28ª | 29ª | 30ª | 31ª | 32ª | 33ª | 34ª |    |  |

#### Classifica in divenire
|                     | 1ª | 2ª | 3ª | 4ª | 5ª | 6ª | 7ª | 8ª | 9ª | 10ª | 11ª | 12ª | 13ª | 14ª | 15ª | 16ª | 17ª | 18ª | 19ª | 20ª | 21ª | 22ª | 23ª | 24ª | 25ª | 26ª | 27ª | 28ª | 29ª | 30ª | 31ª | 32ª | 33ª | 34ª |
|                     |    |    |    |    |    |    |    |    |    |     |     |     |     |     |     |     |     |     |     |     |     |     |     |     |     |     |     |     |     |     |     |     |     |     |
| ------------------- | -- | -- | -- | -- | -- | -- | -- | -- | -- | --- | --- | --- | --- | --- | --- | --- | --- | --- | --- | --- | --- | --- | --- | --- | --- | --- | --- | --- | --- | --- | --- | --- | --- | --- |
| Angers              | 3  |    |    |    |    |    |    |    |    |     |     |     |     |     |     |     |     |     |     |     |     |     |     |     |     |     |     |     |     |     |     |     |     |     |
| Auxerre             | 3  |    |    |    |    |    |    |    |    |     |     |     |     |     |     |     |     |     |     |     |     |     |     |     |     |     |     |     |     |     |     |     |     |     |
| Brest               | 1  |    |    |    |    |    |    |    |    |     |     |     |     |     |     |     |     |     |     |     |     |     |     |     |     |     |     |     |     |     |     |     |     |     |
| Le Havre            | 0  |    |    |    |    |    |    |    |    |     |     |     |     |     |     |     |     |     |     |     |     |     |     |     |     |     |     |     |     |     |     |     |     |     |
| Lens                | 0  |    |    |    |    |    |    |    |    |     |     |     |     |     |     |     |     |     |     |     |     |     |     |     |     |     |     |     |     |     |     |     |     |     |
| Lilla               | 1  |    |    |    |    |    |    |    |    |     |     |     |     |     |     |     |     |     |     |     |     |     |     |     |     |     |     |     |     |     |     |     |     |     |
| Lorient             | 0  |    |    |    |    |    |    |    |    |     |     |     |     |     |     |     |     |     |     |     |     |     |     |     |     |     |     |     |     |     |     |     |     |     |
| Metz                | 0  |    |    |    |    |    |    |    |    |     |     |     |     |     |     |     |     |     |     |     |     |     |     |     |     |     |     |     |     |     |     |     |     |     |
| Monaco              | 3  |    |    |    |    |    |    |    |    |     |     |     |     |     |     |     |     |     |     |     |     |     |     |     |     |     |     |     |     |     |     |     |     |     |
| Nantes              | 0  |    |    |    |    |    |    |    |    |     |     |     |     |     |     |     |     |     |     |     |     |     |     |     |     |     |     |     |     |     |     |     |     |     |
| Nizza               | 0  |    |    |    |    |    |    |    |    |     |     |     |     |     |     |     |     |     |     |     |     |     |     |     |     |     |     |     |     |     |     |     |     |     |
| Olympique Lione     | 3  |    |    |    |    |    |    |    |    |     |     |     |     |     |     |     |     |     |     |     |     |     |     |     |     |     |     |     |     |     |     |     |     |     |
| Olympique Marsiglia | 0  |    |    |    |    |    |    |    |    |     |     |     |     |     |     |     |     |     |     |     |     |     |     |     |     |     |     |     |     |     |     |     |     |     |
| Paris FC            | 0  |    |    |    |    |    |    |    |    |     |     |     |     |     |     |     |     |     |     |     |     |     |     |     |     |     |     |     |     |     |     |     |     |     |
| PSG                 | 3  |    |    |    |    |    |    |    |    |     |     |     |     |     |     |     |     |     |     |     |     |     |     |     |     |     |     |     |     |     |     |     |     |     |
| Rennes              | 3  |    |    |    |    |    |    |    |    |     |     |     |     |     |     |     |     |     |     |     |     |     |     |     |     |     |     |     |     |     |     |     |     |     |
| Strasburgo          | 3  |    |    |    |    |    |    |    |    |     |     |     |     |     |     |     |     |     |     |     |     |     |     |     |     |     |     |     |     |     |     |     |     |     |
| Tolosa              | 3  |    |    |    |    |    |    |    |    |     |     |     |     |     |     |     |     |     |     |     |     |     |     |     |     |     |     |     |     |     |     |     |     |     |

#### Primati stagionali
Squadre
- Maggior numero di vittorie:
- Maggior numero di pareggi:
- Maggior numero di sconfitte:
- Minor numero di vittorie:
- Minor numero di pareggi:
- Minor numero di sconfitte:
- Miglior attacco:
- Peggior attacco:
- Miglior difesa:
- Peggior difesa:
- Miglior differenza reti:
- Peggior differenza reti:
- Miglior serie positiva:
- Peggior serie negativa: Reims
- Maggior numero di vittorie consecutive:
- Maggior numero di pareggi consecutivi:
- Maggior numero di sconfitte consecutive:

Partite
- Partita con più gol:
- Pareggio con più gol:
- Maggior scarto di gol:
- Maggior numero di reti in una giornata:
- Minor numero di reti in una giornata:
- Maggior numero di espulsioni in una giornata:
- Maggior numero di pareggi in una giornata:

### Individuali

#### Classifica marcatori finale
| Gol | Rigori |  | Giocatore | Squadra |
| --- | ------ |  | --------- | ------- |